# Timex Sinclair
Timex Sinclair — совместное предприятие британской компании Sinclair Research и американской Timex Corporation, созданное с тем, чтобы занять место на быстро растущем рынке домашних компьютеров в США.

## Домашние компьютеры

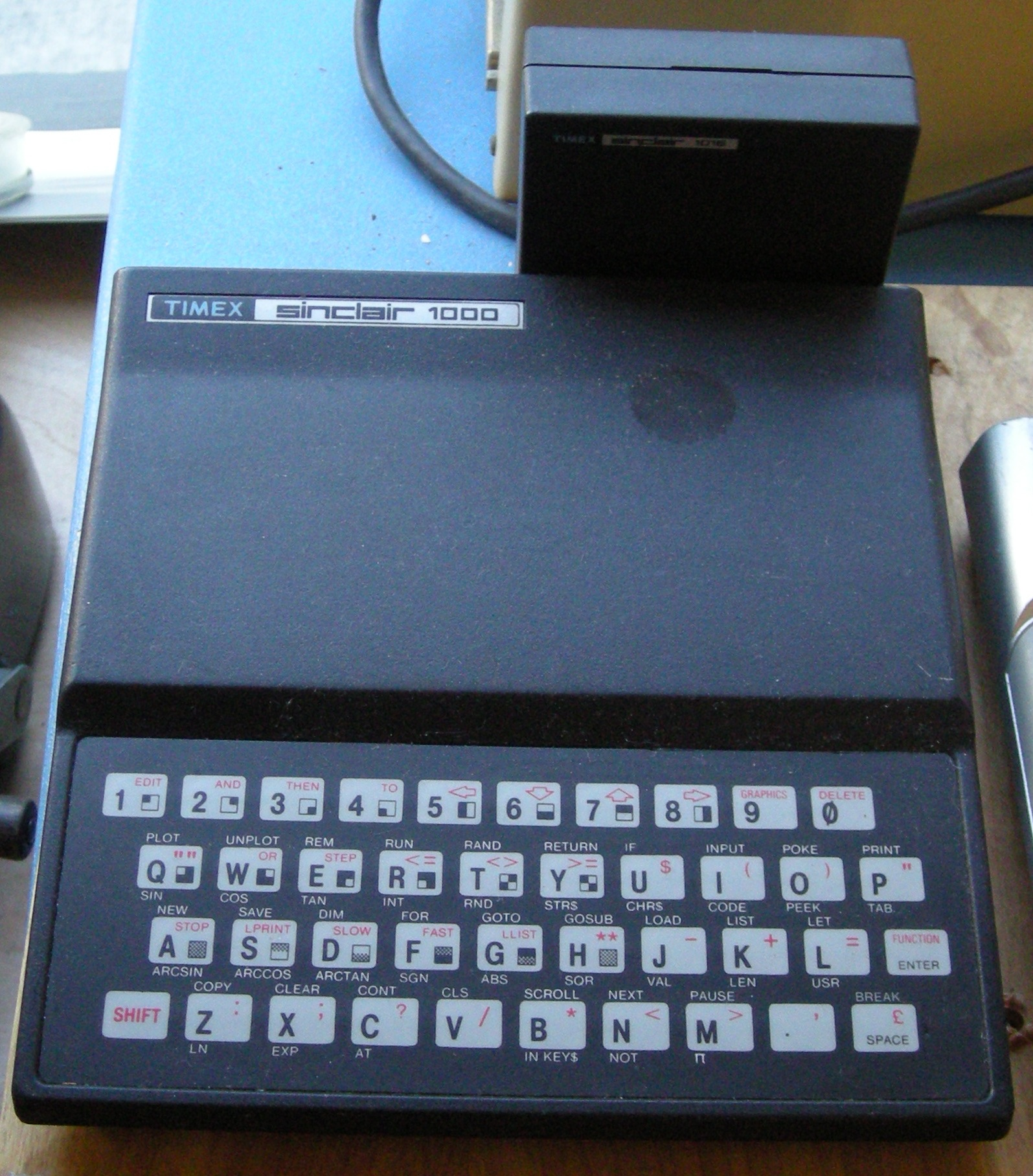
Timex Sinclair 1000 с модулем расширения памяти

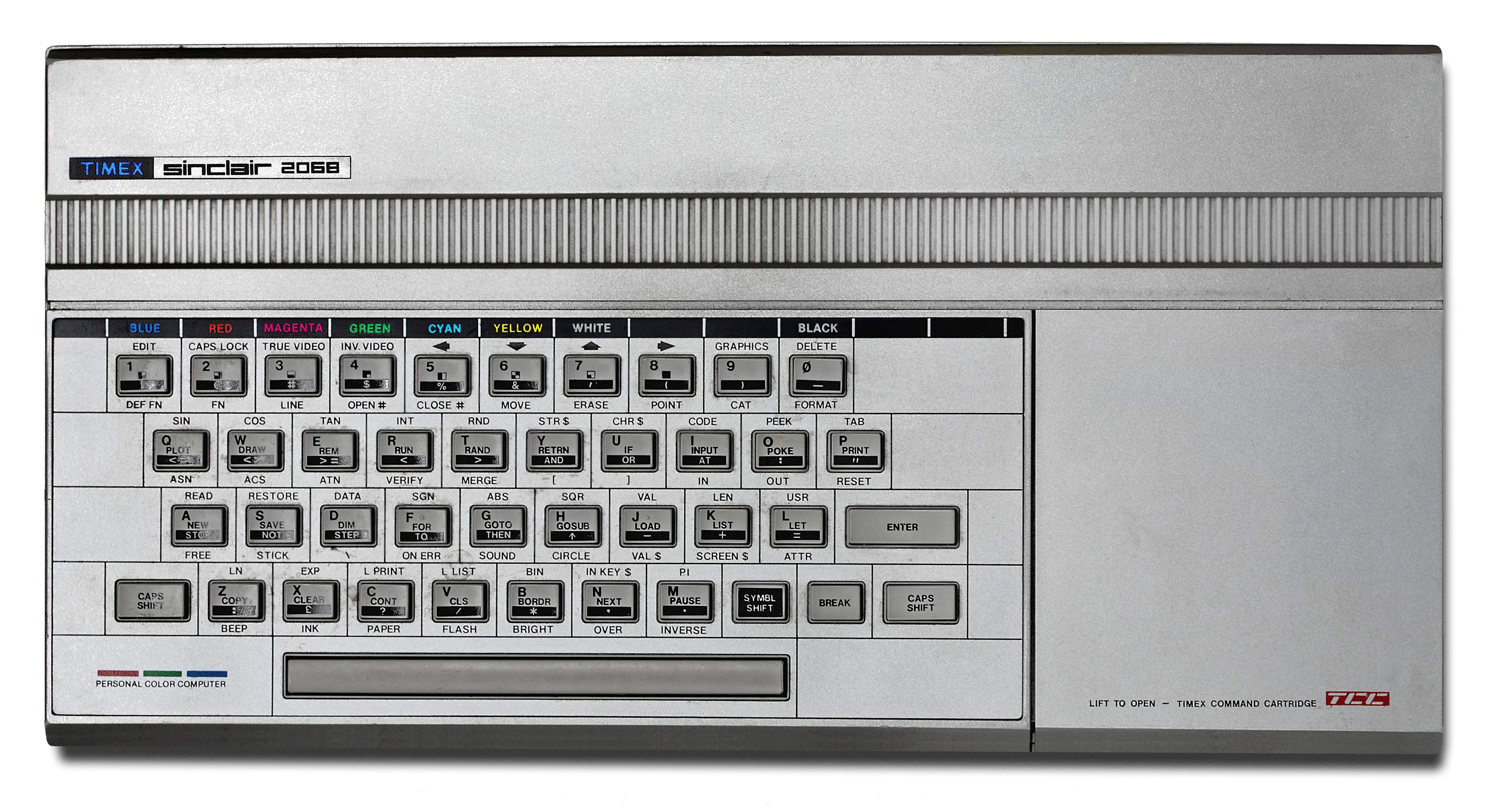
Timex Sinclair 2068

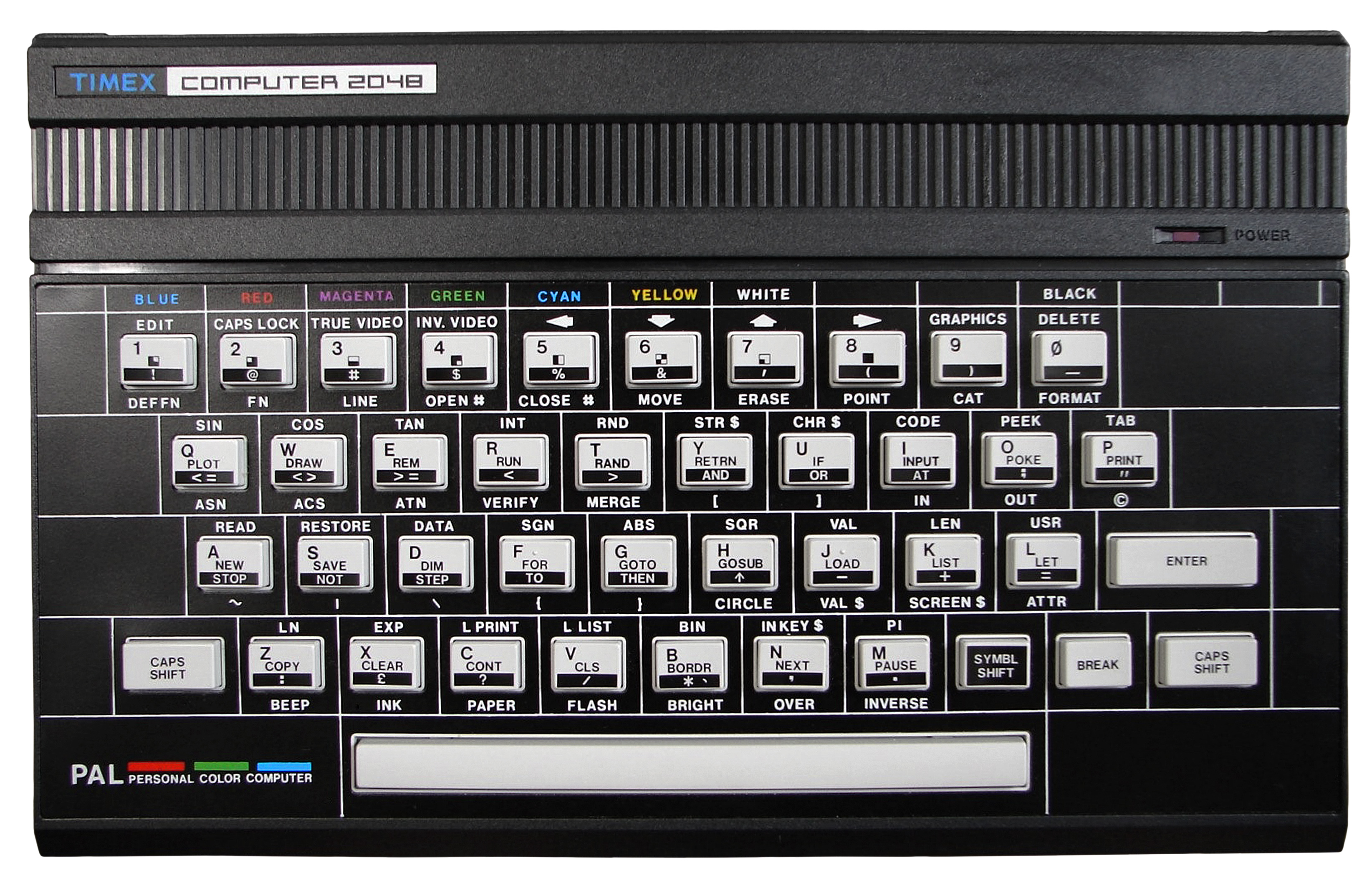
Timex Computer 2048

- Timex Sinclair 1000 — июль 1982 года, 99,95 долл., слегка изменённый клон Sinclair ZX81 с 2 КБ ОЗУ
- Timex Sinclair 1500 — июль 1983 года, улучшенный вариант TS1000 с 16 КБ памяти, в серебристом корпусе с резиновой клавиатурой
- Timex Sinclair 2068 — на основе ZX Spectrum с добавлением порта для картриджа, в результате чего совместимость с оригиналом сильно снижена. В Европе выпускался вариант TC2068, обладающий большей совместимостью с ZX Spectrum.
- Timex Computer 2048 — клон ZX Spectrum, с клавиатурой подобной TS2068. Не продавался в США.

Португальское подразделение Timex также продавало Timex FDD (FDD 3000) — компьютер на основе Z80, совместимый с CP/M. Большинство знает эту систему в качестве дисковода, но на самом деле это практически полноценный компьютер, хотя и без графической части.

## Периферия
- TS1016 — модуль расширения памяти на 16 КБ, идентичный такому же модулю для ZX81
- TS1050 — чемоданчик для переноса TS1000, кассет и периферии
- TS1510 — адаптер для картриджей для TS1500; также может использоваться с TS1000 с блоком расширения памяти
- TC2010 — магнитофон
- TS2020 — аналоговый магнитофон
- TP2040 — принтер
- TS2040 — принтер
- TS2050 — модем
- TS2060 (не выпущен)
- TS2065 (не выпущен) — микродрайв
- TS2080 (не выпущен) — принтер
- TS2090 — джойстик для TS2068

Timex Computer (TMX Portugal) также выпускала:
- TS1040 — блок питания для одновременного подключения компьютера и периферии
- TC2010 — цифровой магнитофон
- TC2080 — матричный принтер
- Timex FDD — урезанный компьютер, использующийся в качестве дисковода
- Timex FDD3000 — улучшенная версия Timex FDD
- Timex Terminal 3000 — урезанный компьютер, использующийся в качестве CP/M-терминала
- Timex RS232 — интерфейс последовательного порта RS232
- Sound/Joystick Unit
- Timex Printer 2040 — принтер TS2040

## Программное обеспечение
TMX Portugal разработало и продавало программы:
- Timex Operating System (TOS)
- CP/M для FDD3000
- BASIC 64 — расширение BASIC для работы с дополнительными видеорежимами
- Spectrum Emulator — картридж для улучшения совместимости TS2068 с ZX Spectrum
- Time Word — текстовый редактор в картридже